# 곽흠 (전한)
곽흠(郭欽, ? ~ ?)은 전한 말기의 관료로, 우부풍 유미현(隃麋縣) 사람이다.

## 행적
애제 때 승상사직을 지내, 예주목 포선·경조윤 설수 등의 잘못을 규탄하여 면직되게 하였으나, 총신 동현을 탄핵하다가 미움을 사 노노령(盧奴令)으로 좌천되었다. 평제 때 남군태수로 전임되었고, 거섭 연간에 면직되어 고향으로 돌아갔다. 이후 집 밖으로 나서지 않았고, 집에서 죽었다.

## 출전
- 반고, 《한서》 권72 양공왕공포전